# وزارة المهجرين (لبنان)
تُعنى وزارة المهجرين اللبنانية بجميع شؤون المهجرين اللبنانيين في المناطق اللبنانية كافة وبتأمين عودتهم إلى مناطقهم وقراهم وتحصين أوضاعهم من النواحي الاجتماعية والاقتصادية كافة وجبر الضرر وتمكينهم من الاستقرار في التراب اللبناني كمواطنين يتمتعون بكامل حقوق المواطنة الكاملة وحق العيش الكريم والمساواة. وقد تتقاطع أهدافها والغاية المنوطة بها مع وزارة الشؤون الاجتماعية (لبنان) في تحسين وتطوير ومساعدة المواطن اللبناني ومواجهة المشاكل الاجتماعية.

## أقسام الوزارة
تتألف وزارة المهجرين من جهاز تنفيذي مكون من الإدارة المركزية والدوائر الإقليمية.
وتتألف الإدارة المركزية من المديرية العامة للمهجرين. وهي تتألف بدورها من جهاز تنفيذي مكون من الإدارة المركزية والدوائر الإقليمية. وتتألف الإدارة المركزية من المديرية العامة للمهجرين.

## المصطلح
استعملت الدولة اللبنانية مصطلح وزارة المهجرين بخلاف الكثير من الدول التي تستخدم مصطلح وزارة المهاجربن أو وزارة شؤون الهجرة واللاجئين، مصطلح المهجَّرين هو مصطلح يحمل دلالة تحيل على أن الهجرة المقصودة في هذه الحقيبة الوزارية، هي هجرة المدنيين اللبنانيين لظروف قسرية، لأسباب أمنية على الخصوص من مخلفات الحرب والقصف.

## ما بعد الوزارة
تطمح الحكومة اللبنانية إلى اغلاق ملف المهجرين بعد جبر الضرر الذي لحق بالمدنيين اللبنانيين في خطة ذات جدول زمني ومالي.
 وتعويض الوزارة بحقيبة وزارة جديدة ذات أهداف واستراتيجيات تنموية التي تسعى إلى الرقي بالأوضاع الاجتماعية والاقتصادية والخدماتية للمواطن اللبناني.

## روابط خارجية
موقع وزارة المهجرين اللبنانية